# Kiena (stacja kolejowa)
Kiena (lit. Kena, ros. Кяна) – stacja kolejowa w miejscowości Kowalczuki, w rejonie wileńskim, na Litwie. Leży na linii Wilno - Mińsk. Nazwa stacji pochodzi od pobliskiej wsi Kiena.
Stacja powstała w XIX w. na trasie Kolei Lipawsko-Romieńskiej pomiędzy stacjami Wilejka a Słobódka. W dwudziestoleciu międzywojennym stacja leżała w Polsce.
Od upadku Związku Sowieckiego jest litewską stacją graniczną na granicy z Białorusią. Stacją graniczną po stronie białoruskiej są Gudogaje.

## Osada
Stacja stanowi odrębną miejscowość. W dwudziestoleciu międzywojennym leżała w Polsce, w województwie wileńskim, w powiecie wileńsko-trockim, do 1 kwietnia 1927 w gminie Rukojnie, następnie w gminie Szumsk.
Po II wojnie światowej w granicach Związku Sowieckiego. Od 1991 na niepodległej Litwie, w okręgu wileńskim, w rejonie wileńskim, w gminie Kowalczuki.